# Vilanova (Castellterçol)
Vilanova és una masia del terme municipal de Castellterçol, al Moianès.
Està situada en el sector occidental del terme, a ponent de la Sala de Sant Llogari i de Sant Llogari de Castellet, en el vessant meridional de la mateixa vall, a mig camí entre Sant Llogari i la vila de Castellterçol.